# Michaël Eytzinger

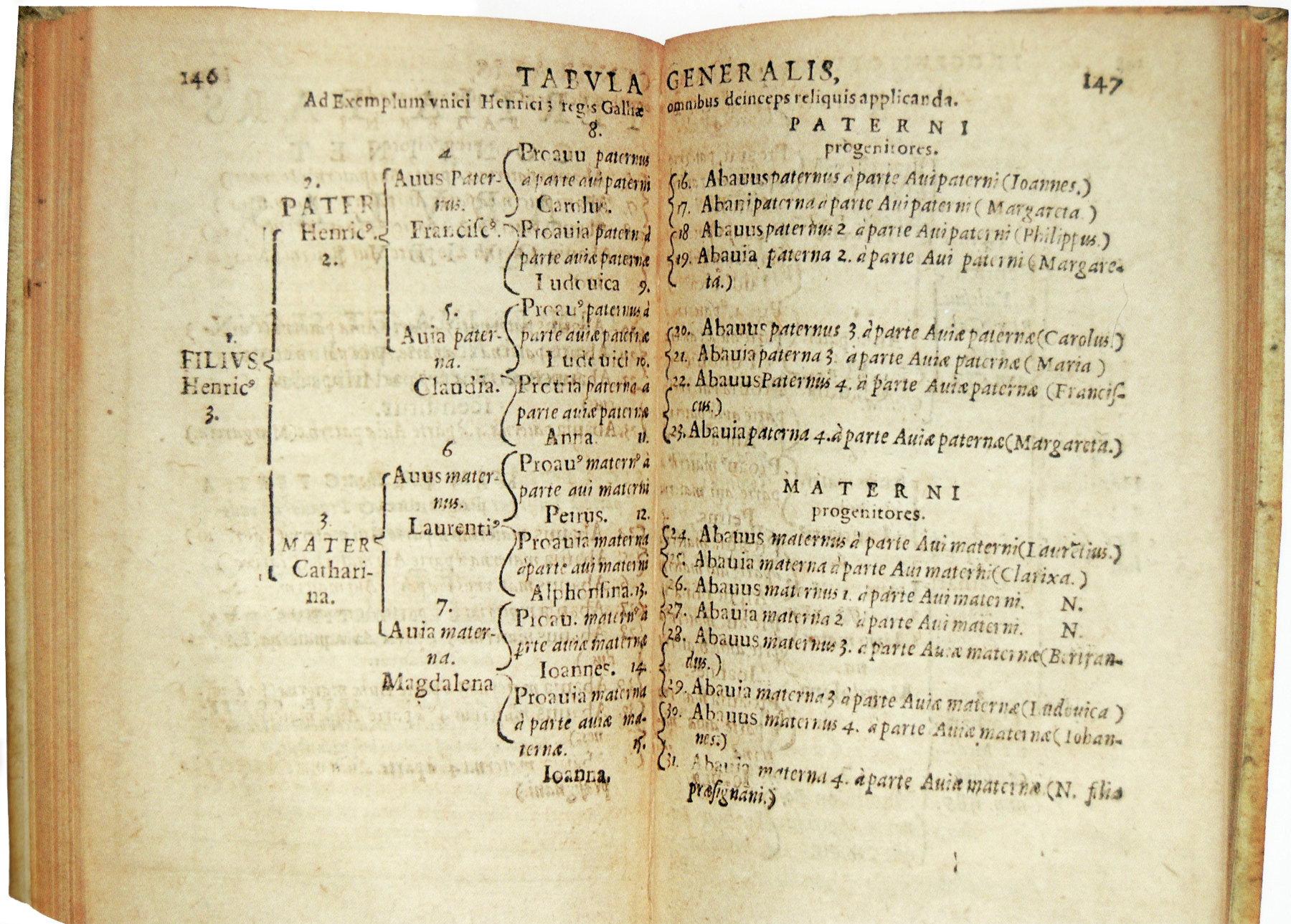
III. Henrik családfája

Báró (Freiherr) Michaël von Eytzinger, Michael von Aitzing (Obereitzing, 1530 körül  – Bonn, 1598), osztrák diplomata, történész, genealógiai író, a nyomtatott sajtó úttörője. A neve előfordul Aitzing, Eitzing, Aitsingerus, Eitzinger, Eyzinger stb. alakban is.

## Élete
Nemesi családból származott, mely rokonságban állt a Habsburgokkal is. Miksa és Rudolf királyok tanácsának tagja volt. Matematikát és jogot tanult. Hollandiában, Franciaországban és Itáliában utazott. 1579-ben Leo Belgicus címen Németalföld történetéről adott ki könyvet, mely nagy hírnevet és vagyont hozott neki. 1580-ban a frankfurti könyvvásáron árulta a Kölnben megjelentetett 144 oldalas művét, melyben beszámol a legutóbbi németalföldi eseményekről. 1583-tól Kölnben cikkeket kezdett írni, melyben hírt adott a város érsekének egyházi küzdelmeiről. Cikkeinek népszerűsége miatt Messrelationen című kiadványában több témával is foglalkozott és a legutóbbi félév fontos eseményeiről is beszámolt. 1588 és 1593 között adta ki a félévente megjelenő Postrema Relatio Historica című kiadványát, melyet tavasszal és ősszel árultak a nagy könyvvásárokon, mint a frankfurti és lipcsei. 1594-1597 között a Messrelationen, melyet a mai magazinok előfutárának tekintenek, évente jelent meg, egészen 1598-as haláláig. Periodikus kiadványainak modelljét, melyek között nemcsak újságok voltak, mások is átvették és ezzel hozzájárult a mai sajtó kialakulásához.          
1590-ben III. Henrik francia király családfájának megrajzolásával és 35 európai uralkodócsalád genealógiájánk felvázolásával elsőként dolgozta ki az ősök számozásának genealógiai rendszerét. Az ő módszerét alkalmazta és fejlesztette tovább Jerónimo de Sosa, spanyol ferences sezrzetes (Noticia de la gran casa de los marqueses de Villafranca, 1676), ami évszázadokkal később Karl von Stephan Kekulé Stradonitz ősszámozási módszerének (Ahnentafel-Atlas, 1898) az alapja lett.

## Művei
- Relatio historica. Köln, 1584
- Rerum vaticiniis accommodata historia: das ist eine Hystorische Beschreibung... Köln, 1584
- Bipartita septem temporum historia: das ist historische Beschreybung sieben underscheidlicher Zeiten. Köln, 1586
- Thesaurus principum hac aetate in Europa viventium: quo progenitores eorum... Köln, 1590